# 슈퍼주니어와 씨스타의 헬로 베이비
슈퍼주니어와 씨스타의 헬로 베이비는 KBS joy에서 매주 목요일 밤 12시에 방송되고 있는 슈퍼주니어 이특과 씨스타 멤버들이 아기와 함께 겪게 되는 과정을 그린 성장 프로그램이다.

## 출연진
- 슈퍼주니어(이특) (아빠), 씨스타 (효린, 보라, 소유, 다솜) (엄마)
- 김규민(남, 2010년생, 생후 13개월) : 아기

## 같이 보기
- 소녀시대의 헬로 베이비 (2009년)
- 샤이니의 헬로 베이비 (2010년)
- 티아라의 헬로 베이비 (2010년 ~ 2011년)
- 엠블랙의 헬로 베이비 (2012년)
- B1A4의 헬로 베이비 (2012년)

| 케이비에스 조이의 성장 프로그램 |                                        |                      |
| 전작                            | 현작 슈퍼주니어와 씨스타의 헬로 베이비 | 후작                 |
| 티아라의 헬로 베이비            | 현작 슈퍼주니어와 씨스타의 헬로 베이비 | 엠블랙의 헬로 베이비 |
|                                 |                                        |                      |
|                                 |                                        |                      |